# La Balesquida

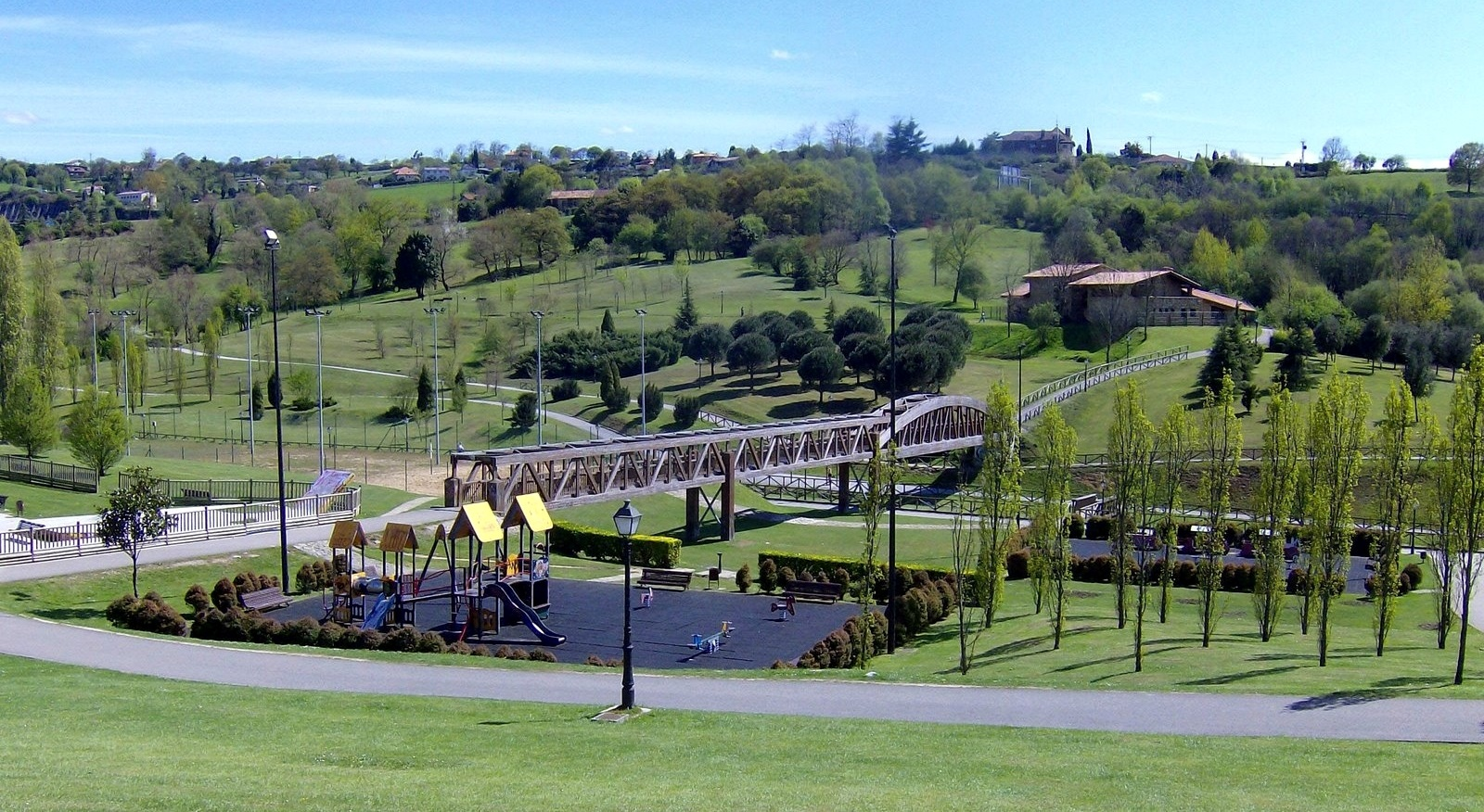
Parque de Invierno, uno de los parques donde los ovetenses pasan el Martes de Campo

La fiesta de la Balesquida, también conocida como Martes de Campo o Martes del Bollo es una fiesta que se celebra en la capital del Principado de Asturias, Oviedo (España), a finales de mayo o principios de junio coincidiendo con el primer martes posterior a pentecostés, siendo día no laborable en la ciudad.

## Historia
La fiesta se remonta al siglo XIII para celebrar la donación efectuada por Balesquita Giraldez al gremio de sastres de Oviedo.

### Actualidad
La fiesta comienza con la lectura del pregón y la procesión de la Virgen de la Esperanza desde la Capilla de La Balesquida hasta la iglesia de San Tirso, ambas situadas en la plaza de la Catedral de Oviedo. Durante el día se reparte el bollu preñau (bollo relleno de chorizo) y la botella de vino entre los cofrades. Los ovetenses y visitantes de otros lugares pasan la jornada con comida y bebida en las zonas verdes de la ciudad o en la zona rural del municipio, siendo día no laborable. 
- Datos: Q5962097